# Ласло Папп
Ласло Папп (угор. Papp László; 25 березня 1926, Будапешт — 16 жовтня 2003, Будапешт, Угорщина) — угорський боксер, перший в історії триразовий олімпійський чемпіон з боксу. Після нього лише двом кубинцям вдавалося досягти такого ж успіху: Теофіло Стівенсону та Феліксу Савону. Його ім'я в 2001 році занесено до Міжнародної зали боксерської слави.

## Кар'єра
Займатися боксом почав у 1945 році. Вважався найсильнішим боксером в середній вазі в період 1948-1964 рр.. Завоював три золоті Олімпійські медалі в 1948 році в Лондоні, в 1952 році в Гельсінкі, в 1956 році в Мельбурні.

### Аматор
У фіналі Лондонської Олімпіади переміг британського боксера Джона Райта.
У фіналі Гельсінкської Олімпіади впевнено здобув гору за очками над південноафриканським боксером Теунісом Ван Шальквіком.
На Мельбурнській Олімпіаді, Ласло Паппу було 30 років і до того часу у нього було 8 переломів кистей рук. Тим не менш він знову здобув золото, ставши першим в історії триразовим олімпійським чемпіоном з боксу. У півфіналі Ласло взяв реванш у поляка Збігнева Петшиковського за поразку річної давнини на чемпіонаті Європи. А у фіналі не залишив жодних шансів темношкірому американцю Хосе Торресу, майбутньому чемпіону світу серед професіоналів.
У 1949 і в 1951 роках ставав чемпіоном Європи серед аматорів.

### Професіонал
У 1956 році перейшов у професіонали, ставши першим професіональним боксером з соціалістичних країн. На новому терені він став відомим через п'ять років, після перемоги над американцем Ральфом Джонсоном на прізвисько «Тигр». На той момент в активі Джонса було 87 боїв, причому в 14 з них він бився проти чемпіонів світу. Угорець тричі відправляв американця на настил рингу, перемігши в кінцевому підсумку за очками. Але перемога була не простою. Пізніше Папп зізнається, що за всю свою кар'єру йому найбільше дісталося від «Тигра». 16 травня 1962 року, нокаутувавши своїм коронним лівим хуком данця Кріса Крістенсена, вперше став чемпіоном Європи серед професіоналів. Потім він 6 разів успішно відстоював цей титул.
У 1965 році угорська влада скасували свій дозвіл для Ласло займатися професійним боксом, і шанс стати чемпіоном світу виявився для нього втраченим. Свій останній бій як профі Папп провів з Міком Лейхі, який вміло провів усі 15 раундів, хоча в четвертому й побував на помості. За цей бій у листопаді 1964 року журнал «The Ring» визнав Ласло Паппа «бійцем місяця». На професійному рингу провів 29 боїв, здобув 27 перемог (2 нічиї), з яких 15 перемог здобув нокаутом.

### Тренер
З 1966 по 1991 рік тренував збірну Угорщини з боксу. У 1980 році відкрив дитячу школу боксу «Обуда», де працював старшим тренером.

## Цікаві факти
- На матчі між збірними Угорщини та Австрії в 1947 році Ласло Паппу довелося двічі нокаутувати свого супротивника Кашпарека. В кінці першого раунду після його гака лівою рефері відкрив рахунок. Кашпарек піднявся за рахунку «десять», і суддя зупинив бій. Публіка запротестувала проти такого рішення. Кашпарек і його тренер також були проти. Бій був продовжений. Незабаром Ласло послав супротивника удруге на настил рингу, і цього разу той вже піднятися не зміг.
- Ласло Папп знявся у двох фільмах: «Важкі рукавички» (1957) та «Лев готується до стрибку» (1968).[1]